# Wzgórza Lipowe
Wzgórza Lipowe – wzgórza w południowo-zachodniej Polsce, na Śląsku, na Przedgórzu Sudeckim, stanowiące mikroregion Wzgórz Niemczańsko-Strzelińskich, w województwie dolnośląskim.

## Lokalizacja
Pasmo wzgórz położone jest na wschód od doliny Małej Ślęzy i miejscowości Żelowice, w środkowej części Wzgórz Niemczańsko-Strzelińskich. Od zachodniej strony Mała Ślęza oddziela wzgórza od Wzgórz Dobrzenieckich. Obszar Wzgórz objęty jest obszarem chronionego krajobrazu.

## Opis
Wzgórza Lipowe są podjednostką Wzgórz Niemczańsko-Strzelińskich. Są to niewielkie wzniesienia nie przekraczające 320 m n.p.m. Pasmo o długości około 10 kilometrów ma kształt łuku, rozwartego w kierunku wschodu, rozciąga się południkowo, od miejscowości Targowica na południu, do miejscowości Gołostowice na północy, największą szerokość osiągając w okolicy Sadowic. Najwyższym szczytem pasma jest Góra Komarnik (312 m n.p.m.), położona na południowo-zachodnim krańcu, niedaleko od miejscowości Zarzyca. Do większych wzniesień zaliczane są: Sośnica (302 m n.p.m.), Bednarz (301 m n.p.m.), Górka (266 m n.p.m.).

## Rzeźba
Wzgórza charakteryzują się urozmaiconą rzeźbą terenu z ostrymi spadkami zboczy, mają strukturę grzbietów i wzgórz wyspowych oraz przedgórzy o cechach twardzieli i ostańców, w które wcinają się doliny potoków i głębokie wąwozy o nawianych na krystaliczny rdzeń lessach. Naturalne odsłonięcia skalne są stosunkowo rzadkie i ograniczają się jedynie do zboczy i wciętych dolin potoków.

## Budowa geologiczna
Wzgórza zajmują północno-wschodni fragment bloku przedsudeckiego, na oderwanym i wypiętrzonym fragmencie Masywu Czeskiego. Obszar ten powstał w czasie najstarszych ruchów górotwórczych i nie podlegał zmianom w czasie późniejszych fałdowań. Ostateczny wygląd wzgórze otrzymało w okresie epoki lodowcowej, kiedy to lądolód skandynawski naniósł w doliny i obniżenia grubą warstwę osadów. Wzgórza zbudowane są ze skał metamorficznych metamorfiku niemczańsko-kamienieckiego. Tworzą go łupki krystaliczne głównie łupki dwułyszczykowe i gnejsy biotytowe z wkładkami gnejsów leptytowych, w których znajdują się wychodnie tzw. sjenitów niemczańskich, granitów i bazaltów w północnej części wzgórz, w okolicy Górki Sobockiej.
W kamieniołomie w Janowiczkach wydobywany jest bazalt, a w kamieniołomie w Górce Sobockiej granit. Z miejscowości Górka Sobocka już w XII wieku dostarczano granit ze Wzgórz Lipowych do budowy wrocławskich świątyń.

## Krajobraz
Krajobraz jest urozmaicony, cały obszar pasma jest górzysty. Pasmo przedstawia krajobraz niskich gór i wysoczyzn z wyraźnie zaznaczonymi wzniesieniami, których strome zbocza ponacinane są dolinami i wąwozami. Szczyty są kopulaste, z wyraźnym podkreśleniem stromych zboczy. Środkową część obszaru zajmują lasy. Krajobraz częściowo przeobrażony. Pierwotny niskogórski charakter krajobrazu w większości został zachowany.

## Klimat
Klimat podgórski typowy dla większości obszaru Dolnego Śląska, gdzie mieszają się cechy klimatu oceanicznego kontynentalnego i górskiego. Jest to klimat ciepły, łagodny, o umiarkowanej wilgotności. Przeważają wiatry zachodnie i południowo-zachodnie. Średnia temperatura w skali roku wynosi 8 °C. Najniższe temperatury notuje się w styczniu, najwyższe w lipcu. Średnioroczne opady wynoszą około 700 mm, maksymalne opady notuje się w lipcu, minimalne w styczniu. Czas zalegania pokrywy śnieżnej wynosi około 60 dni. Wilgotność powietrza jest umiarkowana i sprzyja wegetacji roślin. Okres wegetacyjny wynosi około 220 dni i jest jednym z  dłuższych w Polsce.

## Flora i fauna
Środkowa partia wzgórz między Nieszkowicami a Czerwieńcem oraz wzniesienie Bednarz i jego północne zbocze pokryte są lasami, w dużej części o składzie naturalnym sztucznie odnawianym. W tych częściach składają się one z dębów, buków, brzóz i lip oraz sztucznie wprowadzanych monokultur świerkowych i sosnowych, które źle się tu utrzymują. W poszyciu występuje: bez czarny, jarzębina, leszczyna, wierzba siwa, a także chroniony wawrzynek wilczełyko. W runie spotykamy konwalię majową, konwalijkę dwulistną, marzankę wonną, gajowiec żółty, rogownicę, borówkę czernicę. Z ciekawych roślin zielnych spotkamy tu paprotkę zwyczajną, rozchodnik wielki i kaukaski, goździk kartuzek, wrotycz pospolity, krwawnik pospolity, żmijowiec zwyczajny, dziurawiec, ślaz dziki, wierzbówkę kiprzycę, lepnicę rozdętą, dzwonki, starce. Faunę reprezentują ssaki: sarny, jelenie, dziki. Z mniejszych ssaków występują zające, tchórze, łasice, kuny, wiewiórki. Płazy i gady występujące w tym rejonie to zaskrońce, padalce, traszki i żaby. Na nasłonecznionych stokach występuje żmija zygzakowata.

## Wody
Wzgórza Lipowe należą do zlewiska Morza Bałtyckiego, położone są w dorzeczu Odry. Największą rzeką wzgórz jest Janowicki Potok, prawostronny dopływy Małej Ślęzy. Wody z zachodnich zboczy odprowadza Janowicki Potok oraz potoki zasilające Ślęzę, ze wschodnich zboczy wody odprowadzane są przez potoki stanowiące dopływy Oławy.

## Miejscowości
U podnóża wzgórz po ich zachodniej stronie położone są miejscowości Myszkowice, Targowica, Janówka, Zarzyca, Czerwieniec, Janowiczki, Górka Sobocka, Gołostowice. Po wschodniej stronie wzgórz położone są: Lipowa, Sadowice, Stachów, Komorowice, Nieszkowice, Skoroszowice.

## Komunikacja
drogi
- droga lokalna prowadząca z Żelowic do Białego Kościoła przecinająca wzgórza w okolicy miejscowości Czerwieniec.
- droga lokalna z Prus do Targowicy prowadząca po zachodniej stronie wzgórza.

szlaki kolejowe
- Wzdłuż zachodniego podnóża równolegle do wzgórz przechodzi nieczynna obecnie linia kolejowa z Ząbkowic Śląskich do Kondratowic.

## Turystyka
Przez wzgórza prowadzi szlak turystyczny:
- żółty – z Niemczy prowadzi przez środkową część wzgórz do Białego Kościoła i dalej.

## Atrakcje turystyczne
- Widokowa droga z Prus do Targowicy z panoramą na Wzgórza Lipowe i Wzgórza Dobrzenieckie.
- Wyrobiska nieczynnego kamieniołomu bazaltu na północ od miejscowości Targowica